# Táncsics Mihály Gimnázium (Kaposvár)
A Táncsics Mihály Gimnázium (1948 előtt: Somssich Pál Gimnázium) Kaposvár első és leghíresebb középiskolája.

## Jelene
Az iskola az általános tantervű osztályok mellett részt vesz az Arany János Tehetséggondozó Programban is, valamint az alábbi tantárgyakból működtet emelt szintű képzéseket:
- matematika
- angol
- német
- biológia/kémia
- informatika
- történelem

Iskolaújságja a Voluntas, mely 1969 óta jelenik meg rendszeresen.

## Története

### Az intézmény és az épület története
1790-ben vetődött fel először, hogy Somogy vármegye területén gimnáziumot kellene létesíteni. 1806-ban nyílt meg a gimnázium, mely egyelőre még magánjellegű kisgimnázium volt, és az egykori földesúri kocsma épületében működött. Az 1810-1811-es tanévben vált teljes négyosztályos kisgimnáziummá, majd 1812-ben a helytartótanács nyilvánossági jogot adott az iskolának.
1817-től kezdve hatosztályos nagygimnáziummá vált, majd 1825-től kezdve már nem csak latinul, hanem magyarul is tanítottak benne. A magyar nyelv 1844-ben lett kizárólagos oktatási nyelv. 1850-től négyosztályos algimnázium lett, ebben a formájában egy évvel később kapta meg a nyilvánossági jogot.
1864-ben új helyre költözött az iskola: a mai Kossuth téren álló épületbe. Itt 1898-ig működött, majd ekkor költözött be mai épületébe. Az 1869-1870-es tanévtől kezdve az állam vette át (addig a város és a vármegye tartotta fenn) és hatosztályos állami gimnáziummá fejlesztette, majd 1884-ben kezdődött meg a főgimnáziummá válás. Az első érettségit két év múlva tartották meg.
1922-ben vette fel Somssich Pál nevét, majd 1948-ban Táncsics Mihályét, melyet máig is visel.
1987-től kezdve működik az iskolában az emelt szintű matematikai képzés, melyet később kiegészítettek speciális biológiai, idegen nyelvi, magyar, történelmi és informatikai képzéssel is. 1992-ben új tornateremmel bővült az épület, majd 2002-ben a régi épület teljes felújításon esett át.

### Egykori neves diákjai
- Somssich Pál, az Országgyűlés elnöke (1869–1872)
- Noszlopy Gáspár 1848-49-es szabadságharcos
- Kaposi Mór orvos, bőrgyógyász
- Kónyi Manó, az Országgyűlés gyorsíróirodájának vezetője (1865–1885), Deák Ferenc beszédeinek összegyűjtője
- Németh István, Kaposvár polgármestere
- Rippl-Rónai József festőművész
- Somssich Gyula nagybirtokos, bankigazgató, felsőházi tag
- Vaszary János festőművész
- Kunffy Lajos festőművész
- Réthy Aurél orvos
- Gyergyai Albert irodalomtudós
- Nagy Imre miniszterelnök
- Rauss Károly mikrobiológus
- Bodosi Mihály főorvos, olimpikon
- Takáts Gyula Kossuth-díjas költő
- Nyíri Tamás teológus
- Győrfy Endre építészmérnök, olimpikon
- Hanák Péter történész, akadémikus
- Szász Endre festőművész
- Fodor András költő
- Sas Elemér fizikus
- Bene Ferenc olimpiai bajnok labdarúgó
- Haraszti János állatorvos, egyetemi tanár, kutató
- Kanyar József történész, levéltáros
- Boross Péter miniszterelnök
- Markója Imre igazságügy-miniszter
- Papp Árpád tanár, költő, műfordító
- Rózsa György televíziós személyiség
- Zrínyi Miklós kémikus
- D. Tóth Kriszta író, médiaszemélyiség
- Balogh János diákolimpikon, 11 országos 1. díj nyertese (matematika, kémia)
- Tóth Viktor diákolimpikon, a Közép-Európai Matematikai Diákolimpia aranyérmese
- Borbényi Márton, a Közép-Európai Matematikai Diákolimpia és a Nemzetközi Matematikai Diákolimpia aranyérmese
- Olsvai (Vavrinecz) Imre népzenetudós
- Kopátsy Sándor történész, közgazdász, politológus (1922–2020)
- Varga Péter sportriporter, az M4 Sport kommentátoraként eddig 2 nyári olimpiáról (2016, 2021), valamint labdarúgó világbajnokságról (2022) és Európa-bajnokságról (2021) is közvetített